# Hydro Thunder
Hydro Thunder (рус. Гидро-гром) — компьютерная игра в жанре гонок на катерах, изначально вышедшая на аркадных автоматах, а затем портированная на Dreamcast, PlayStation и Nintendo 64. Игра является частью серии гоночных игр Thunder, которая включает в себя Offroad Thunder, 4 Wheel Thunder и Arctic Thunder. 27 июля 2010 года в сервисе Xbox Live Arcade было выпущено продолжение Hydro Thunder под названием Hydro Thunder Hurricane.

## Игровой процесс
В Hydro Thunder игроку нужно выбрать один из гоночных высокотехнологичных катеров и на нём обогнать соперников на водных трассах, начиная от рек Северного полярного круга, и заканчивая постапокалиптическим и затопленным Нью-Йорком.
На трассах попадаются синие и красные значки «Boost» («Ускорение»). Они позволяют увеличивать скорость катеров, или использовать их для прыжков через трамплин. Чтобы их использовать, игроку нужно нажать специально для этого кнопку на геймпаде или клавиатуре. Красные значки встречаются редкими, так как они дают больше топлива и ускорения. Кроме того, игрок на высокой скорости может таранить другие катера и выбрасывать их на берег.

### Катера и треки
Катера и треки в Hydro Thunder делятся на 4 категории: лёгкие, средние, трудные и специальные, причём последние доступны с помощью особых кодов. Каждое транспортное средство имеет свою скорость и сложности в управлении, а треки отличаются трудностями в прохождении. Версия игры для аркадных автоматов имеет только два бонус-трека: «New York Disaster» («Бедствия в Нью-Йорке») и «Nile Adventure» («Приключения на Ниле»); в качестве скрытого трека присутствовал «Hydro Speedway» . В консольные версии были добавленны ещё два трека — «Catacomb» («Катакомбы») и «Castle Von Dandy» («Замок Ван Дэнди»).

## Версии игры
Аркадная версия Hydro Thunder использует то же сидение, как в San Francisco Rush и Offroad Thunder, а также имеет похожий руль, заимствованный из Cruis'n USA, но нету педалей; вместо них используется дроссельная заслонка. В игре также есть необычная регулировка громкости, так как сабвуфер установлен ниже, около сиденья. Такое расположение оборудования делает игру более реалистичной.
Кроме того, Hydro Thunder был портирован на игровые консоли. Для порта на PlayStation был включён режим карьеры, которой нету в других версиях; в версии для Dreamcast была улучшена графика, повысилось количество полигонов в моделях, тем самым графика стала чётче и ближе к аркадной версии; мультиплеер в порте для Nintendo 64 поддерживает до 4-х игроков.
Позже игра была переиздана для Dreamcast как часть сборника Midway Arcade Treasures 3 и выпущена бюджетная версия под маркой Sega All Stars. Портирование также было осуществлено и для PC. У Midway Games были планы создать сборник игр для PlayStation 2 под названием Hydro Rush , где присутствовали игры Hydro Thunder и San Francisco Rush 2049, но в итоге они стали доступны в Midway Arcade Treasures 3, изданные на Nintendo GameCube, PlayStation 2 и Xbox.

### Сиквел
У Midway были планы создать сиквел для Hydro Thunder, однако проект был вскоре отменён. В январе 2009 года, компания Raw Thrills, при содействии бывших членов Midway San Diego, принимавшие ранее участие над разработкой оригинальной аркадной версией Hydro Thunder, объявили о создании духовного наследника игры под рабочим названием H2Overdrive. 26 марта 2010 года Hydro Thunder Hurricane была анонсирована для сервиса Xbox Live Arcade. До этого Microsoft купила права на серию после того, как Midway была приобретена Warner Bros.. Игра была выпущена 28 июля.

## Восприятие
| Сводный рейтинг      | Сводный рейтинг                          |
| Агрегатор            | Оценка                                   |
| -------------------- | ---------------------------------------- |
| GameRankings         | 78,52 % (SDC) 66,09 % (N64) 63,63 % (PS) |
| MobyRank             | 81/100 (DC) 77/100 (N64) 57/100 (PS)     |
| Иноязычные издания   |                                          |
| Издание              | Оценка                                   |
| GameRevolution       | B                                        |
| GameSpot             | 6,2/10 (PS)                              |
| IGN                  | 8,7/10 (DC) 7,3/10 (PS)                  |
| PlayStation Magazine | [ 15 ]                                   |

В целом игра получила средние оценки от критиков. IGN оценил версию игры для PlayStation в 7,3 баллов из 10, а журналист из GameSpot поставил проекту 6,2 балла из 10 возможных.